# نويل فيتزباتريك
نويل فيتزباتريك (بالإنجليزية: Noel Fitzpatrick)‏ هو جراح وطبيب بيطري أيرلندي، ولد في 13 ديسمبر 1967 في Ballyfin ‏ في جمهورية أيرلندا.

## وصلات خارجية
- نويل فيتزباتريك على موقع IMDb (الإنجليزية)
- نويل فيتزباتريك على موقع روتن توميتوز (الإنجليزية)
- نويل فيتزباتريك على موقع قاعدة بيانات الفيلم (الإنجليزية)

- الموقع الرسمي